# Heptanoate de méthyle
L'heptanoate de méthyle est l'ester de l'acide heptanoïque et du méthanol et de formule semi-développée CH3(CH2)5COOCH3 utilisé comme arôme dans l'industrie alimentaire et la parfumerie.